# Kareem Kwasie
Kareem Kwasie (Paramaribo, 21 januari 1988) is een Surinaams voetballer die speelt als middenvelder.

## Carrière
Kwasie speelde van 2010 tot 2018 voor Inter Moengotapoe en won met hen zes landstitels en twee landsbekers. Hij speelde daarna nog een seizoen voor SV Leo Victor. Hij speelde in 2014 een interland voor Suriname.

## Erelijst
- Surinaams landskampioen: 2010/11, 2012/13, 2013/14, 2014/15, 2015/16, 2016/17
- Surinaamse voetbalbeker: 2011/12, 2016/17